# Oker (rzeka)
Oker – rzeka w Dolnej Saksonii, w Niemczech, lewy dopływ Aller. Wchodzi w skład dorzecza Wezery. Całkowita długość rzeki wynosi 105 km.

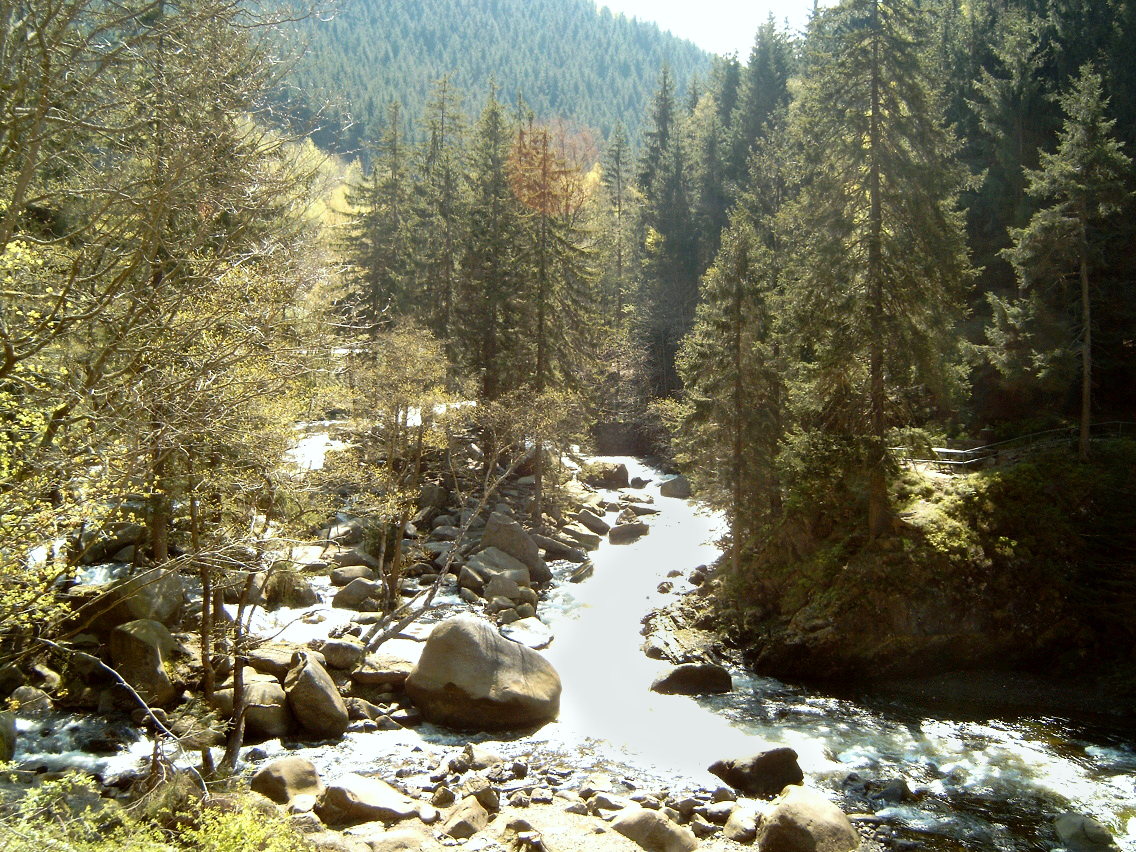
Dolina Okertal

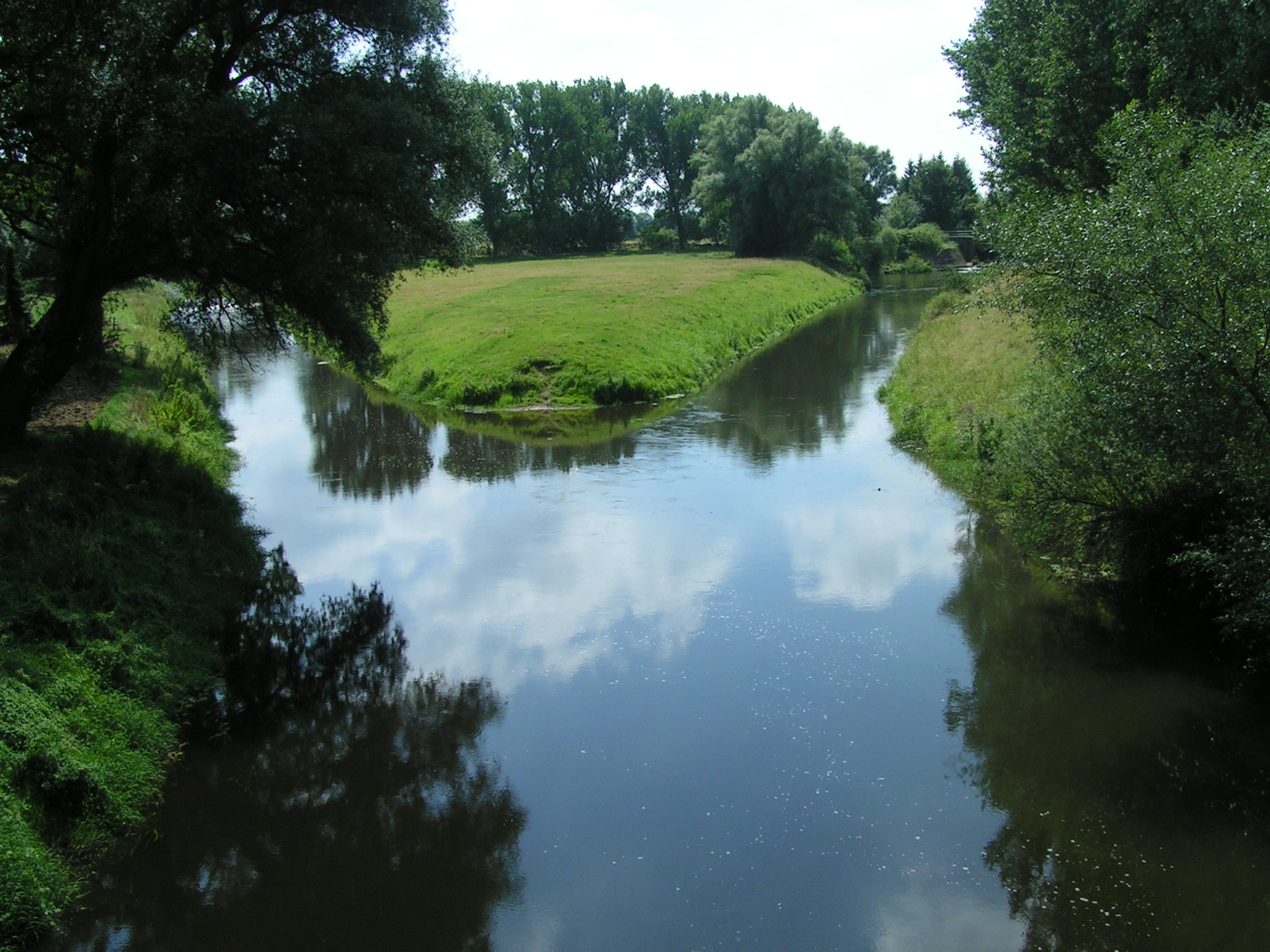
Ujście Oker do Aller

Źródło rzeki znajduje się w górach Harz, najwyższych górach północnych Niemiec, które rozciągają się na terenie Dolnej Saksonii, Saksonii-Anhalt i Turyngii. Na terenie Harzu rzeka tworzy dolinę Okertal. Rzeka biegnie generalnie w kierunku północnym, przepływa m.in. przez miasta Vienenburg, Goslar, Wolfenbüttel oraz Brunszwik. Niegdyś na terenie Brunszwiku odgałęziały się liczne odnogi rzeki tworzące wyspy, na których powstały osady stanowiące zalążek miasta. Jedna z nich stanowiła naturalną fosę dla rezydencji Henryka Lwa. W XVII w. wykorzystano rzekę dla nowych umocnień, zburzonych w XIX w. 30 km na północ od Brunszwiku znajduje się ujście rzeki Oker do Aller.